# Elnathan Heizmann

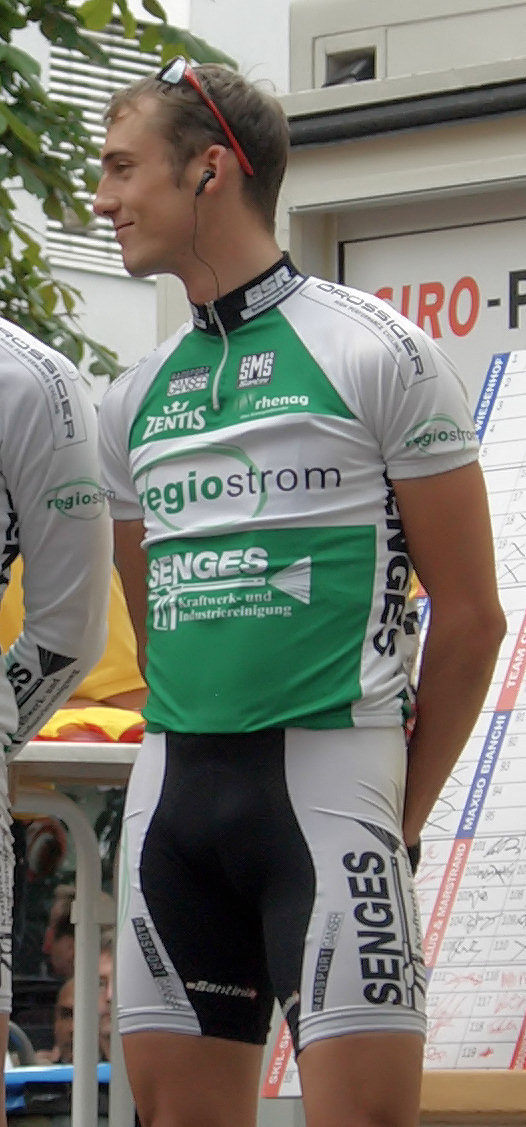
Elnathan Heizmann beim Sparkassen Giro 2006 in Bochum

Elnathan Heizmann (* 17. Februar 1982 in Haifa, Israel) ist ein ehemaliger deutscher Radrennfahrer.
Heizmann wurde 2003 bei der U23-Ausgabe des Frühjahrsklassiker Paris–Roubaix Vierter.
Ab der Saison 2005 verpflichtete ihn das deutsche Continental Team Team ComNet-Senges, das sich zur Saison 2006 in Team Regiostrom-Senges umbenannte, zu Beginn der Saison 2005.
Seinen größten Erfolg feierte er beim UCI-Europe-Tour-Eintagesrennen Rund um Düren, das er 2006 gewann. Im Jahr 2007 wurde er Vierter bei Rund um den Henninger Turm, einem Wettbewerb hors categorie. Ende 2007 beendete er seine sportliche Laufbahn, nachdem er kein neues Team fand.

## Erfolge
2006
- Rund um Düren

## Teams
- 2005 Team ComNet-Senges
- 2006 Team Regiostrom-Senges
- 2007 Lamonta